# Mallekuppa, Mulbagal
Mallekuppa là một làng thuộc tehsil Mulbagal, huyện Kolar, bang Karnataka, Ấn Độ.